# La crida dels gnoms
La crida dels gnoms és una sèrie de dibuixos animats produïda per la companyia espanyola BRB Internacional. És la continuació de la sèrie David el Gnomo. Està basada en El llibre secret dels gnoms de Wil Huygen.
El protagonista és un gnom anomenat Klaus, la professió del qual és de jutge, el qual viatja amb el seu ajudant Dani, intentant resoldre disputes de la millor manera possible.
Se'n van fer un total de 26 capítols, de 23 minuts de durada aproximada. Es va estrenar en castellà a TVE per a tot l'Estat espanyol el 1987. Posteriorment va ser emesa en català pels circuits territorials de TVE als Països Catalans.

## Capítols
- El jutge Klaus
- El llac Ness
- Vacances al Canadà
- La catifa màgica
- L'isard del Tirol
- L'Home de les Neus
- Els buscadors d'or
- El globus
- Misteri a Grècia
- Els Carpats
- Els Trolls a Itàlia
- La balada de Gnomoshima
- Les Olimpíades dels Gnoms
- El partit d'hoquei sobre gel
- L'incendi
- La Muralla Xinesa
- El rescat de la mofeta
- L'aventura a Hawaii
- El mirall robat
- La cursa d'hivern
- Misteri al bosc
- La crida d'Escandinàvia
- Perill a la Patagònia
- La boda d'en Dani
- Trobada amb l'home
- L'adéu d'en Klaus